# Мисник Олександр Петрович
Олександр Петрович Мисник (нар. 27 грудня 1971, село Білошицька Слобода Корюківського району Чернігівської області) — український діяч, голова Чернігівської обласної державної адміністрації (з 28 листопада 2018 року до 11 червня 2019 року).

## Життєпис
У 1998 році закінчив Національний аграрний університет за спеціальністю «економіст-бухгалтер».
З 1999 по 2010 роки працював у податкових органах Чернігівської області, пройшовши шлях від державного податкового інспектора Корюківської міжрайонної державної податкової інспекції до начальника Менської міжрайонної державної податкової інспекції Чернігівської області.
З 2010 року по листопад 2015 року працював заступником голови з фінансово-економічних питань, а згодом головою Менської районної державної адміністрації Чернігівської області.
З 20 листопада 2015 до листопада 2018 року — голова Менської районної ради Чернігівської області.
З 28 листопада 2018 року до 11 червня 2019 року— голова Чернігівської обласної державної адміністрації.

#### Декларація
- E-декларація Мисника О. П. [Архівовано 29 листопада 2018 у Wayback Machine.]